# Ilicia nigra
Ilicia nigra är en stekelart som beskrevs av Mercet 1921. Ilicia nigra ingår i släktet Ilicia och familjen sköldlussteklar.
Artens utbredningsområde är Spanien. Inga underarter finns listade i Catalogue of Life.